# 砂月
砂月（さつき）は、日本のボーカリスト、作詞家、作曲家、ヴィジュアル系ミュージシャン。

## 略歴
- 2001年 RENTRER EN SOIのボーカルとして活動を始める。
- 2008年 12月25日 RENTRER EN SOI解散。
- 2009年 2月14日 砂月-AURORA FEATHER-としてソロ活動を始める。
- 2008年頃より不定期に舞台にも出演し役者としても活動。
- 2011年 MOON STREAMを結成。
- 2011年 KISAKI PROJECT feat.砂月を開始。
- 2012年よりGOMIファンタジスタプロジェクトに参加。
- 2013年 日本ナルシスト協会の会員として活動[1]
- 2015年 海外オフィシャルファンクラブ「S.T.K.M - Celestial Feathers」始動[2]。
- 2022年 SATSUKI第2章始動 投資家として「Plus Ultra 1Billion」プロジェクト発表[3][4]。

## 人物
学生時代に聞いていたヴィジュアル系音楽、とくにX JAPANやLUNA SEAの影響を受けバンド活動を始める。2001年からRENTRER EN SOIのボーカリストとして活動していたが、2008年12月25日クリスマスに解散（完結）。
その後、2009年2月14日バレンタインデーに砂月-AURORA FEATHER-としてソロプロジェクトを始動させた。またソロ活動と並行しechostreamのギタリスト浅葉智とのユニット「MOON STREAM」やKISAKIプロデュースの「KISAKI PROJECT feat.砂月」としても活動。
舞台にも進出し数々の舞台にも出演している。EUやUSAなど世界30か国でライブツアー、アニメイベントでのライブなど海外での活動も豊富。2か国で絵画個展も開催。
2012年よりGOMIファンタジスタプロジェクトに参加しGOMIモザイクアートで自身の絵を完成させるなど環境問題にも目を向けている。
2012年にはeco japan cup 2012 にてGOMI ファンタジスタプロジェクト『砂月 Social Mosaic Art』 が審査員応援賞を受賞。
学生時代は真面目なタイプで、医者になれと言われるような家庭環境の中で嫌々ながらも勉強をこなしていたという。もともと目立ちたがりでボーカル以外は考えられなかったと語っているが（2009年ROCK AND READより）、ドラム、スネア、ギター、ピアノ、ジャンベにも挑戦。
生年月日や血液型、出身地を公式に明かさず秘密主義な部分が目立っていたが、最近はトーク力を高めようとお笑い番組を見ているなど発言し新たな一面を見せている。
周囲からは「さっちゃん」という愛称で親しまれているが、丁寧な口調や素振り、大胆発言から「王子」と呼ばれることもある。日本ナルシスト協会の加盟メンバー。
2021年よりSATSUKI名義でYoutubeにて投資家・トレーダー講師としてのチャンネル開設、2022年3月にはSATSUKI第2章始動、株式会社Logical Forex（ロジカルフォレックス）の新プロジェクト『Plus Ultra 1Billion（プルス・ウルトラ・ワンビリオン）』の主催を発表。

## 作品

### シングル
- AWAKE（2009年5月9日）
- CRYSTAL（2009年8月21日）
- MOON SPIRAL（2010年2月14日）
- INNOCENT（2011年6月27日）
- SYMPATHY（2011年8月24日）
- ROMANCE（2011年12月26日）
- Lily -月影に魅せられて-（2014年4月2日）
- ARTEMIS（2015年8月27日）

### デジタルシングル
- FATE / INSIDE（2012年2月29日）
- SQUALL（2015年1月28日）
- ZERO（2017年12月27日）
- Vampire’s Moon（2018年2月14日）
- BE YOURSELF（2019年5月21日）
- AHEAD（2019年6月10日）

### ミニアルバム
- UPPER REGION（2010年9月1日）

### アルバム
- LUMINOUS（2013年1月9日）
- Squall of Emotions（2014年11月28日）
- EPOCALIPSE（2016年3月19日）
- REBOOT（2018年3月29日）

### デジタルベストアルバム
- ROCIEL（2020年5月23日）

### PV集DVD
- MOULIN ROUGE（2013年4月17日、STKM-009）

### 写真集
- AWAKENING TO MOONLIGHT

## 経歴

### ネットラジオ
- 砂月マニア

### ネットテレビ
- 笑っていんじゃん第12回放送ゲスト
- ぶっちゃけスタジオ第1回放送ゲスト

### コラム
- ロシエルの憂鬱（ヴィジュアル系雑誌『Cure』にて毎月連載中）

### タイアップ
- PSP用ゲームソフト「AMNESIA」主題歌
  - オープニングテーマ 「AWAKE (UPPER REGION Ver.）」
  - エンディングテーマ 「SYMPATHY」

### 舞台
- 2008年 劇団FEELD STAGE「代々木公園～青春のオアシス」 - 主演 勉 役
- 2010年 劇団TPT 岡本健一演出「ハロルドピンター作 恋人」 - リチャード、マックス役
- 2017年 劇団FEELD STAGE「SOKUGEKI Vol.13」

### MOON STREAM
2011年にechostreamのギタリスト浅葉智とユニット「MOON STREAM」を組み、アメリカを中心に活動している。

### KISAKI PROJECT feat.砂月
2011年11月27日赤坂BLITZのライブを皮切りにKISAKIプロデュースの活動「KISAKI PROJECT feat.砂月」を開始。ソロ活動と同時進行で行っている。
- 音源
  - 消影（2011年11月1日）
  - 想～Twinkle Vitality～（2012年2月15日）

### その他活動
- 日本ナルシスト協会会員
- GOMI ファンタジスタプロジェクト『砂月 Social Mosaic Art』 eco japan cup 2012審査員応援賞受賞
- 株式会社Logical Forex（ロジカルフォレックス）の新プロジェクト『Plus Ultra 1Billion（プルス・ウルトラ・ワンビリオン）』主催